# Torre Arias
Torre Arias – stacja metra w Madrycie, na linii 5. Znajduje się w dzielnicy San Blas-Canillejas, w Madrycie i zlokalizowana jest pomiędzy stacjami Canillejas i Suanzes. Została otwarta 18 stycznia 1980.